# Andrenosoma jenisi
Andrenosoma jenisi là một loài ruồi trong họ Asilidae. Andrenosoma jenisi được Kovár & Hradský miêu tả năm 1996. Loài này phân bố ở vùng Cổ Bắc giới.